# Fönlak község
Fönlak község (románul: Comuna Felnac) község Arad megyében, Romániában. Központja Fönlak, hozzá tartozik Újvinga.

## Népessége
A 2011-es népszámlálás adatai alapján a község népessége 2931 fő volt.

## Története
2004-ben kivált belőle Zádorlak és Újvinga.